# Moviment d'accés al coneixement
L'accés al coneixement (A2K) és un moviment amb l'objectiu de garantir un accés més equitatiu a la producció creativa i científica de la nostra societat. En la seva agenda inclou la reforma dels drets d'autor i de les lleis de patents, així com la promoció d'alternatives a la propietat intel·lectual per a la protecció de la creativitat i la innovació (per exemple, Creative Commons i llicències que potencien la innovació).
Els objectius del moviment A2K han estat incorporats en un projecte de tractat, responent a una crida provinent de Brasil i Argentina, concretament per a un programa de desenvolupament de l'Organització Mundial de la Propietat Intel·lectual. El tractat està destinat a facilitar la transmissió de coneixement en països en desenvolupament i assegurar la viabilitat dels sistemes d'innovació oberta arreu del món.
El terme A2K també s'utilitza en el discurs acadèmic i la literatura. Bloomsbury Academic s'han produït una sèrie de qüestions a Brasil, Egipte i l'Índia, mentre UCT Press ha publicat un resum dels problemes a l'Àfrica. Una visió acadèmica dels temes es poden trobar en "Accés al Coneixement en l'Era de la Propietat Intel·lectual", publicat el 2010.

## Debat sobre els drets Humans
L'accés al coneixement i la ciència està protegit per l'article 27 de la Declaració Universal dels Drets Humans. L'article intenta anivellar el dret d'accés al coneixement amb el dret de protegir els interessos morals i materials dels autors.
| «                                        | Article 27: 1. Tothom té dret a la lliure participació en la vida cultural de la comunitat, de gaudir de les arts i de participar en el progrés científic i en els seus beneficis. 2. Tothom té el dret de protegir els interessos morals i materials de qualsevol producció científica, literària o artística de la que en sigui autor. | » |
| — Declaració Universal dels Drets Humans | |   |

L'article esmentat ha donat peu a diferents interpretacions:
1. La propietat intel·lectual és, de fet, un dret fonamental: Aquesta interpretació no veu conflictes, o almenys els relativitza, entre l'expansió del dret a la propietat intel·lectual sobre la resta de drets humans.
2. Hi ha certs conflictes entre algunes àrees específiques de la propietat intel·lectual i els drets fonamentals a l'educació, alimentació i sanitat: Es considera que, almenys en aquestes àrees, la propietat intel·lectual no pot estar per damunt dels drets de tota persona a rebre una educació, estar ben alimentada i ser atesa sanitàriament.
3. La propietat intel·lectual està en mans dels països desenvolupats i no permeten l'aflorament dels països en desenvolupament: Es considera que el dret al desenvolupament es veu amenaçat per les normes internacionals de la propietat intel·lectual, que paralitzen la distribució de tecnologia i impedeixen l'aparició de noves indústries en els països en desenvolupament. Considera que pocs països s'apropien dels avenços tecnològics, però hi hauria d'haver límits i excepcions que permetessin el seu aprofitament en les economies emergents.
4. Hi ha hagut un creixement desmesurat de la protecció intel·lectual: Aquesta premissa és un dels enfocaments del moviment d'accés al coneixement. Es considera que el dret de l'autor ha estat sobreprotegit enfront de la resta de drets fonamentals, esdevenint un dret privatitzat. Tot i no demanar l'abolició del dret a la propietat intel·lectual, si que es considera que ha d'estar completament regulat i les seves proteccions han de ser curosament justificades.

Els acadèmics del moviment A2K argumenten que els interessos materials no són equivalents a les actuals disposicions sobre propietat intel·lectual, sobretot perquè aquests drets són vendibles i transferibles i, per tant, no són inalienables. El dret d'accés és, en última instància, la part més important del dret. Els nivells actuals de protecció de la PI semblen estar fora d'equilibri amb l'article 27. El fet que algunes vacunes s'hagin retardat fins a 20 anys, provocant la mort de milions de nens, és un dels arguments per demanar una major regulació.